# 藏西凤仙花
藏西凤仙花（学名：Impatiens thomsonii）为凤仙花科凤仙花属的植物。分布于克什米尔地区、印度、锡金以及中国大陆的西藏等地，生长于海拔3,700米的地区，见于水沟边，目前尚未由人工引种栽培。